# Aリーグ・ウィメン
Aリーグ・ウィメン (A-League Women、旧称Wリーグ (W-League)） は、オーストラリアの女子サッカーにおける最上位（1部）に相当するサッカーリーグである。
以前はリバティ・Aリーグ (Liberty A-League) と呼ばれていたが、2024-25シーズンからシャークニンジャのオーストラリア法人の協賛によりニンジャ・Aリーグ (Ninja A-League) と呼ばれる。

## 概要
オーストラリアサッカー連盟（現：フットボール・オーストラリア）によって2008年にセミ・プロフェッショナルリーグのWリーグとして創設され、ウェストフィールド・グループの協賛によりウェストフィールド・Wリーグ (Westfield W-League)と呼ばれた。キャンベラ・ユナイテッド以外の7チームはAリーグ・メン在籍の男子チームと提携していた。
2021年9月30日にオーストラリアのサッカーリーグのリブランディングが発表された。これにより、従来のAリーグはAリーグ・メンに、WリーグはAリーグ・ウィメンにそれぞれ改名され、これらのリーグは共通の「Aリーグス」ロゴやバナーを使用することとなった。

### 給与
Wリーグにはサラリーキャップ制度が導入されており、2015年当時の各クラブの上限は15万豪ドルとなっていた。
2017-18シーズンには最低年俸10,000豪ドルで導入された。そのため、平均給与は15,500豪ドルから17,400豪ドルに増加し、サラリーキャップは30万豪ドルに設定された。

## 年間スケジュールとリーグ方式
シーズンは通常11月から4月に開催され、レギュラーシーズンは全20節が行われる。
プレーオフにはレギュラーシーズンの上位4チームが進出し、トーナメント方式で行われる。準決勝ではリーグ1位対4位、2位対3位の対戦がリーグ上位チームのホームスタジアムで行われる。決勝(グランドファイナル)は中立地で行われ、勝者が年間タイトル「プレミア」を手にする。

## 参加チーム
2010-11シーズンからセントラルコースト・マリナーズが資金難によりリーグ参加を辞退した。2012-13年度より新たにAリーグに参加するウェスタン・シドニー・ワンダラーズFCの女子チームが結成され、Wリーグに参加するチームは8チームに増加した。
2015年5月13日、2015-16シーズンより「メルボルン・シティFC」が新たにリーグに加わることが承認され、全9チームにより争われることになった。
| 現在のチーム(2021-22)              | 現在のチーム(2021-22) | 現在のチーム(2021-22)                                                              | 現在のチーム(2021-22) | 現在のチーム(2021-22) | 現在のチーム(2021-22) | 現在のチーム(2021-22)    | 現在のチーム(2021-22) |
| チーム                             | 本拠地                | スタジアム                                                                         | 収容人数              | 創設年                | 参加年                | 監督                     | 主将                  |
| ---------------------------------- | --------------------- | ---------------------------------------------------------------------------------- | --------------------- | --------------------- | --------------------- | ------------------------ | --------------------- |
| アデレード・ユナイテッド           | アデレード            | アデレード・ショアーズ・フットボール・センター                                     | 3,000                 | 2008                  | 2008                  | エイドリアン・スタンテ   | イザベル・ホジソン    |
| ブリスベン・ロアー                 | ブリスベン            | ペリーパーク クイーンズランド・スポーツ&アスレチックス・センター A.J. ケリーパーク |                       | 2008                  | 2008                  | ギャラス・マクファーソン | アイシャ・ノリー      |
| キャンベラ・ユナイテッド           | キャンベラ            | マッケラー・パーク                                                                 | 3,500                 | 2008                  | 2008                  | ヴィッキー・リントン     | ミシェル・ヘイマン    |
| メルボルン・シティ                 | メルボルン            | CB スミス・リザーブ メルボルン・レクタンギュラー・スタジアム                       | 2,000 30,050          | 2015                  | 2015                  | ラド・ヴィドシッチ       | エマ・チェッカー      |
| メルボルン・ビクトリー             | メルボルン            | レイクサイド・スタジアム キングストン・ヒース・サッカー競技場                      | 10,000 5,000          | 2008                  | 2008                  | ジェフ・ホプキンス       | ケイラ・モリソン      |
| ニューカッスル・ジェッツ           | ニューカッスル        | ワンダラーズ・オーバル                                                             | 1,000                 | 2008                  | 2008                  | アッシュ・ウィルソン     | キャシディデイビス    |
| パース・グローリー                 | パース                | アッシュフィールド・リザーブ                                                       | 1,000                 | 2008                  | 2008                  | アレキサンダー・エパキス | ナターシャ・リグビー  |
| シドニーFC                         | シドニー              | シドニー・フットボール・スタジアム                                                 | 45,500                | 2008                  | 2008                  | アンテ・ユリッチ         | ナタリー・トビン      |
| ウェリントン・フェニックス         | ウェリントン          | スカイ・スタジアム                                                                 | 34,500                | 2021                  | 2021                  | ジェマ・ルイス           | リリー・アルフェルド  |
| ウェスタン・シドニー・ワンダラーズ | シドニー              | マルコーニ・スタジアム                                                             | 9,000                 | 2012                  | 2012                  | キャサリン・カヌリ       |                       |

## 歴代優勝チーム
| シーズン | レギュラーシーズン優勝チーム | グランドファイナル優勝チーム   |
| -------- | ---------------------------- | ------------------------------ |
| 2008-09  | クイーンズランド・ロアー     | クイーンズランド・ロアー       |
| 2009     | シドニーFC                   | シドニーFC                     |
| 2010-11  | シドニーFC                   | ブリスベン・ロアー             |
| 2011-12  | キャンベラ・ユナイテッド     | キャンベラ・ユナイテッド       |
| 2012-13  | ブリスベン・ロアー           | シドニーFC                     |
| 2013-14  | キャンベラ・ユナイテッド     | メルボルン・ビクトリー         |
| 2014     | パース・グローリー           | キャンベラ・ユナイテッド       |
| 2015-16  | メルボルン・シティ           | メルボルン・シティ             |
| 2016-17  | キャンベラ・ユナイテッド     | メルボルン・シティ             |
| 2017-18  | ブリスベン・ロアー           | メルボルン・シティ             |
| 2018-19  | メルボルン・ビクトリー       | シドニーFC                     |
| 2019-20  | メルボルン・シティ           | メルボルン・シティ             |
| 2020-21  | シドニーFC                   | メルボルン・ビクトリー         |
| 2021-22  | シドニーFC                   | メルボルン・ビクトリー         |
| 2022–23  | シドニーFC                   | シドニーFC                     |
| 2023–24  | メルボルン・シティ           | シドニーFC                     |
| 2024–25  | メルボルン・シティ           | セントラルコースト・マリナーズ |